# El Papiol
El Papiol é um município da Espanha na comarca de Baix Llobregat, província de Barcelona, comunidade autónoma da Catalunha. Tem 8,76 km² de área e em 2021 tinha 4 232 habitantes (densidade: 483,1 hab./km²).